# デーブ・シャムシェル・ジャンガ・バハドゥル・ラナ

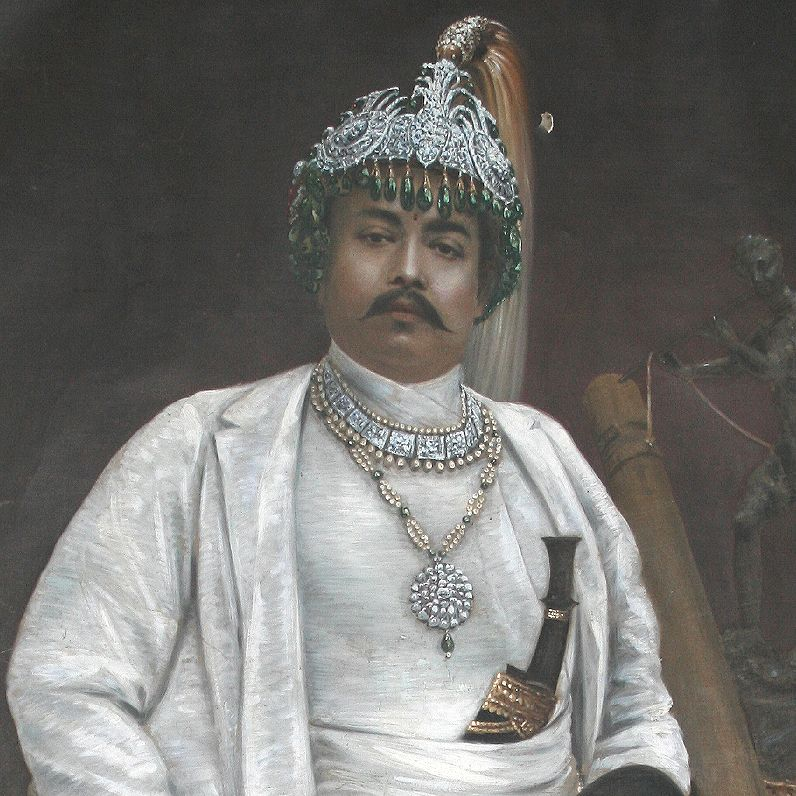
デーブ・シャムシェル・ジャンガ・バハドゥル・ラナ

デーブ・シャムシェル・ジャンガ・バハドゥル・ラナ（英語: Dev Shamsher Jang Bahadur Rana、ネパール語: देव समसेर जङ्गबहादुर राणा、1862年7月17日 - 1914年2月20日）は、ネパール王国の政治家、首相。1901年3月5日から6月27日まで、ネパールの首相を務めている。

## 生涯
1862年7月17日、ディール・シャムシェル・ラナの四男として生まれた。
1901年3月5日、兄ビール・シャムシェル・ジャンガ・バハドゥル・ラナが死亡し、継承順位に従って四弟のデーブが首相となった。
だが、デーブは首相の座に就くと、民衆の声を政治に反映せるばかりか、国王統治下の議会政治を目指すようになった。そのため、ラナ家による独裁を維持しようとする弟たちと軋轢が生じた。
首相就任から3ヶ月後、デーブは弟チャンドラ・シャムシェル・ジャンガ・バハドゥル・ラナらによって監禁され、このクーデターに恐怖した王によって解任された。その後、ダンクタ、さらにインドへ追放された。
1914年2月20日、デーブはインドで失意のうちに客死した。